# Clodio
Publio Clodio Pulcro (en latín Publius Clodius Pulcher; 92 a. C. – Bovillae, actual Marino, 18 de enero de 52 a. C.) fue un político romano de la etapa final de la República. Perteneciente a la rica familia patricia de los Claudios Pulcros, era hijo de Apio Claudio Pulcro y de Cecilia Metela. Cambió la pronunciación de su nombre, Claudio, a Clodio (Clodius en lugar de Claudius en latín), para adaptarlo a la de las clases bajas, como hizo también su hermana Clodia, adoptando la forma popular de su nombre en lugar de Claudia. Se casó con Fulvia y tuvo una hija, Claudia, brevemente casada con Augusto.

## Juventud
Su carrera militar fue generalmente mediocre, luchando en la tercera guerra mitridática contra Mitrídates VI del Ponto a las órdenes de su cuñado Lucio Licinio Lúculo. Sin embargo, considerándose tratado con poco respeto, instigó una revuelta de los soldados. Otro cuñado, Quinto Marcio Rex, gobernador de Cilicia, le otorgó el mando de su flota, si bien Clodio acabó siendo capturado por los piratas cilicios. Tras su liberación marchó a Siria, donde cerca estuvo de perder la vida durante un motín, del que fue señalado de nuevo como instigador.
A su regreso a Roma en 65 a. C. prosiguió su cursus honorum, procesando a Catilina por extorsión, pero acabó siendo sobornado por este, obteniendo su absolución. No parece haber razones para creer que Clodio estuviera involucrado en la conjura de Catilina de 63 a. C.; en realidad, de acuerdo con Plutarco, prestó ayuda a Cicerón, actuando como uno de sus guardaespaldas.
No obstante, en diciembre de 62 a. C. el escándalo de los misterios de Bona Dea supuso una brecha en la relación entre Cicerón y Clodio. Vestido como una mujer (ya que no se permitía la presencia de hombres en este tipo de misterios), Clodio entró en la casa de Julio César, en ese momento pontifex maximus, cuando los misterios se estaban aún celebrando. En ese momento se especuló con que Clodio se había disfrazado así para intrigar con Pompeya, la esposa de César, con quien tendría una relación. Fue descubierto y llevado a juicio, pero evitó la condena sobornando al jurado. Las violentas declaraciones públicas que hiciera Cicerón durante el juicio debieron originar el odio de Clodio hacia el orador, incitándolo a buscar pronta venganza.

## Tribuno de la plebe
A su regreso de Sicilia, donde había sido designado cuestor en 61 a. C., Clodio decidió renunciar a su rango patricial. Tras lograr el consentimiento del Senado, y con la connivencia de César (Suetonio, Caesar, 20), consiguió ser adoptado por un tal Publio Fonteyo, miembro de una rama plebeya de su propia familia en 59 a. C. De esta forma, pudo así optar y conseguir el cargo de tribuno de la plebe, al que no hubiera podido aspirar siendo patricio (10 de diciembre de 59 a. C.). 
Su primera acción como tal fue llevar adelante leyes aparentemente calculadas para ganarse el favor popular. Distribuyó grano de forma gratuita una vez al mes, en lugar de ser vendido a bajo precio; después hizo aprobar una serie de medidas que aumentaba el poder de las asambleas populares sobre las que se apoyaba: abolió el derecho a consultar los presagios en un día que hubiese sido declarado como nefasto, para impedir así la asamblea de los comicios, un derecho propio de cada magistrado de acuerdo con la Lex Aelia Fufia; restableció los antiguos clubes y gremios de trabajadores (collegia), asociaciones que se transformaron rápidamente en bandas armadas; y prohibió a los censores la potestad de excluir a cualquier ciudadano para el Senado, o de infligir cualquier castigo a un sospechoso hasta que no hubiera sido acusado públicamente y luego condenado.
Clodio actuó entonces contra Cicerón y Catón el Joven, quien fue enviado a Chipre como pretor para tomar posesión de la isla y del tesoro real. En cuanto a Cicerón, sus propiedades fueron confiscadas por orden de Clodio, su casa en el Palatino derribada, y su terreno puesto a la venta mediante subasta, que adquirió el propio Clodio. La persecución de Cicerón fue un asunto personal para él, quien, no deseando ver su nombre involucrado en este asunto, designó a otros para encargarse de esta tarea. 

## Adversarios
Tras la partida de César hacia las Galias, Clodio se convirtió prácticamente en el dueño de Roma con la ayuda de su banda personal, una de las muchas que actuaban en aquel momento en la ciudad. En el año 57 a. C., uno de los tribunos propuso que se le permitiera la vuelta a Cicerón, por lo que Clodio recurrió a la violencia para impedir la aprobación de esta medida. Sus esfuerzos fueron no obstante frustrados por Tito Anio Milón, quien reunió una banda propia lo suficientemente fuerte como para controlar a la banda de Clodio. Furioso, Clodio atacó a los trabajadores que reconstruían la casa de Cicerón con dinero público, asaltando al propio Cicerón en la calle, y prendiendo fuego a la casa del hermano del orador, Quinto Tulio Cicerón. Sólo cesó sus agresiones con la intervención de Pompeyo.
En 56 a. C., mientras desempeñaba el cargo de edil curul, denunció a Milón por violencia pública por haber defendido su casa de los ataques de la banda de Clodio, ataques promovidos incluso cuando Clodio ya ejercía el cargo edilicio. Sin embargo, los procedimientos judiciales iniciados fueron estorbados por violentos disturbios, por lo que pronto fueron dejados de lado. 

## Muerte
En el año 53 a. C., mientras Milón era candidato al consulado y Clodio aspiraba a la pretura,[cita requerida] ambos rivales reunieron sus bandas, que se enfrentaron en las calles de Roma, retrasándose así las elecciones. Finalmente, el 18 de enero de 52 a. C., Clodio fue asesinado cerca de Bovillae, en un enfrentamiento con los hombres de Milón, en la vía Apia. Sus enfurecidos seguidores establecieron su pira funeraria dentro de la Curia Hostilia, sede del Senado, incendiando el propio edificio. Milón fue acusado de asesinato (vi, de ambitu e lege pompeia) por Apio Claudio Pulcro el Mayor y Apio Claudio Pulcro el Menor, los dos hijos de Cayo Claudio Pulcro; Apio Claudio Pulcro no parece haber tomado parte en el juicio. Cicerón se prestó a defender a Milón, pero ante la agitación social y política del momento, Milón se ve obligado a huir rápidamente a Marsella. El discurso que se mantuvo, "Pro Milone", es enviado por carta ya en el exilio a Milón, que agradece sus esfuerzos a Cicerón, pero no niega las ventajas de su vida actual en la ciudad costera mediterránea.